# Cervia
|  | No s'ha de confondre amb Cervià. |

Cervia (en emilià-romanyol Zirvia) és una ciutat italiana de l'Emília-Romanya, província de Ravenna, amb prop de 30.000 habitants.

## Història
Les salines de Cervia foren explotades pels etruscs i després pels romans. Una ciutat va sorgir a la zona i el romans l'anomenaven Ficocle, un nom grec del que no se sap l'origen. Al segle ii ja fou seu d'un bisbat amb San Eleuteri; al segle vii (any 601) s'esmenta el bisbe Sant Geronci, que va assistir a un concili convocat pel Papa Simac. Va passar als ostrogots i romans d'Orient quedant dins l'Exarcat de Ravenna. El 709 la ciutat, probablement feu dels arquebisbes de Ravenna, fou acusada de participar en la conspiració de l'arquebisbe contra Constantinoble i fou destruïda per l'exarca Teodor. Els habitants es van traslladar a un emplaçament millor i més saludable i van fundar una nova ciutat que es va dir Cervia segons uns per acervi (forta de sal) i segons altres pels cérvols que en aquells temps poblaven la regió.
La ciutat va seguir una sort similar a la d'altres ciutats de la Romanya. Inicialment possessió de l'arquebisbat de Ravenna, el 1201 ja era del comú de Forlì quan la va ocupar Cesena; el 1247 la ciutat va passar a Venècia a la que es va sotmetre per evitar caure en mans de Ravenna, però finalment va retornar a aquesta tot i que li van disputar la possessió Forlì i els Montefeltro. El 1278 l'emperador va reconèixer la sobirania del Papa a la Romanya, i sota la sobirania pontificia Ravenna la va disputar amb els Malatesta i els Ordelaffi i encara que per un temps les forces pontifícies es van imposar va passar als Polenta de Ravenna. El 1357 va ser dominada pel Papa. El 1383 la va dominar Galeotto Malatesta i després va retornar al Papa quan els Malatesta li van entregar a canvi de la investidura com a vicaris imperials de Cesena el 1433. El 1437 el papa la va donar a Domènec Novello Malatesta però va tornar al Papa a la seva mort. Com que el Papa volia arrabassar la senyoria a Novello aquest va cedir (de fet va vendre) Cervia el 1463 a Venècia. El 1509 fou recuperada pel Papa després de la batalla d'Agnadello entre Venècia i la Lliga de Cambrai (França, Imperi, Església, Castella i Catalunya-Aragó, etc..) però el 1527 va tornar a ser ocupada per Venècia però el 1529 la va retornar al Papa. El 1667 la ciutat fou destruïda per ser encara massa poc saludable i es va traslladar al seu actual emplaçament.
Va romandre en mans del Papa fins al 1797, en què, ocupada per França, va passar a la República Cispadana i tot seguit a la República Cisalpina; El 1799 fou ocupada pels austríacs però els francesos van tornar el [1801] i va tornar a la Cisalpina que el 1802 fou República d'Itàlia i el 1805 Regne d'Itàlia. El 1814 fou ocupada pels austríacs i el 1815 fou reconeguda possessió del Papa pel Congrés de Viena. El 1860 va passar al Regne de Sardenya.

## Ciutat agermanada
- Maó, Menorca